# Abdelsalam Majali
Abdelsalam al-Majali (en arabe : عبد السلام المجالي), né le 18 février 1925, (parfois indiqué à tort en 1926) à Al-Karak (Transjordanie) et mort le 3 janvier 2023 à Amman, est un homme politique jordanien qui a été deux fois Premier ministre de Jordanie.

## Biographie
Abdelsalam Majali est né à Al Karak en 1925 et a obtenu son diplôme de médecine à l'université de Damas en 1949. Il est également titulaire d'un diplôme de laryngologie et d'otologie du Royal College of Physicians de Londres. 

### Carrière
Après avoir été successivement ministre de la Santé, ministre aux affaires du Premier ministre et ministre de l'Éducation, Abdelsalam Majali est nommé président de l'université de Jordanie,. Il a été conseiller du roi Hussein à partir de la fin des années 1980.
Abdelsalam Majali a été Premier ministre de mai 1993 à janvier 1995, période pendant laquelle il a signé le traité de paix israélo-jordanien de 1994. Le 5 janvier 1995, il a démissionné de ses fonctions. Il a de nouveau été Premier ministre de 1997 à 1998.
À partir de 2013, Abdelsalam Majali est président de l'Académie des sciences du monde islamique.